# Міклешть (Банка, Васлуй)
Міклешть, Міклешті (рум. Miclești) — село у повіті Васлуй в Румунії. Входить до складу комуни Банка.
Село розташоване на відстані 252 км на північний схід від Бухареста, 37 км на південь від Васлуя, 95 км на південь від Ясс, 100 км на північ від Галаца.

## Населення
За даними перепису населення 2002 року у селі проживала 251 особа, усі — румуни. Усі жителі села рідною мовою назвали румунську.